# Тур WTA 2009

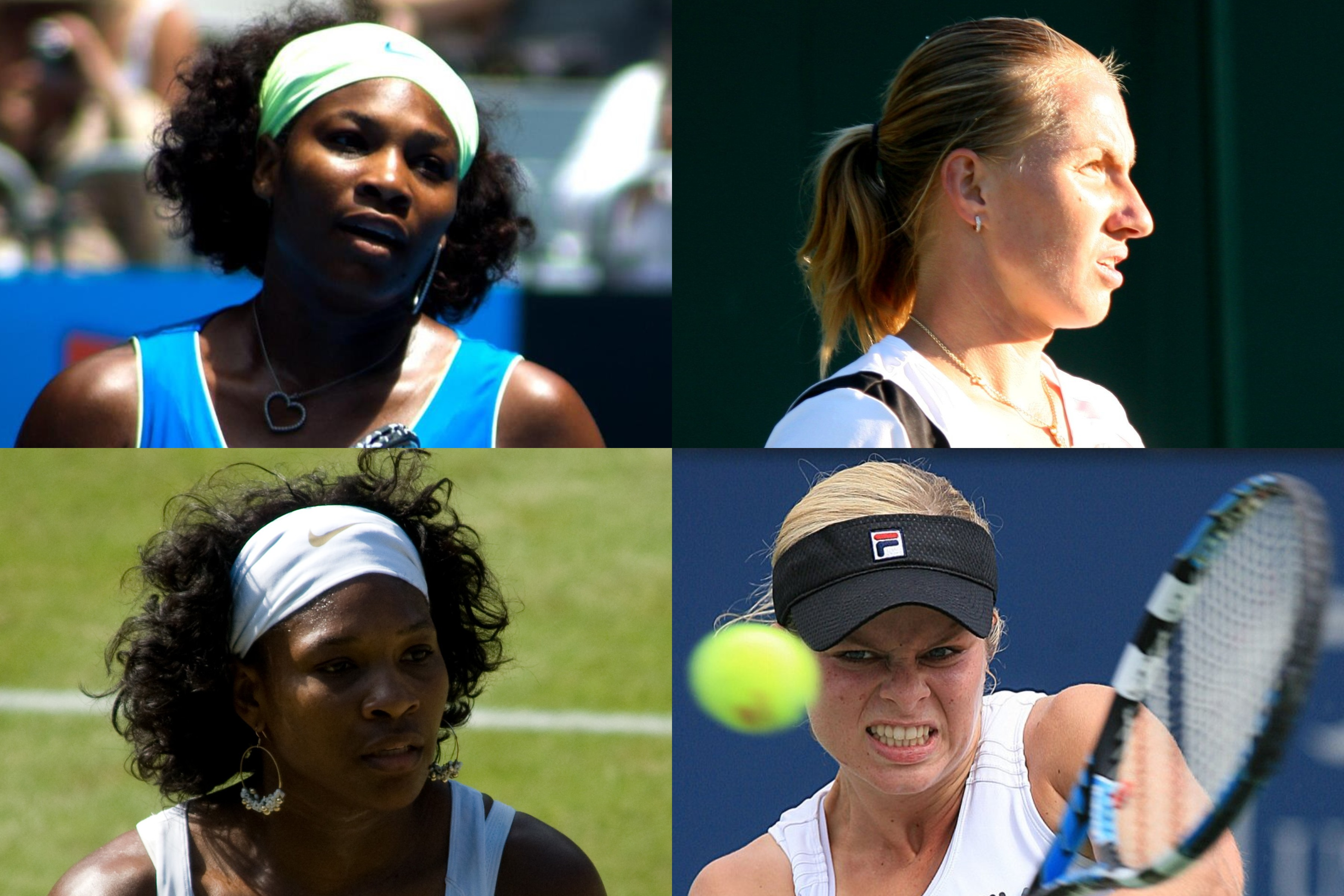
Чемпіонки турнірів Великого шолома 2009 року: Відкритий чемпіонат Австралії і Вімблдон обидва виграла Серена Вільямс (ліві верхній і нижній кути), Відкритий чемпіонат Франції перемогла Світлана Кузнецова (верхній правий кут) і Відкритий чемпіонат США чемпіонка Кім Клейстерс.

Sony Ericsson WTA Tour 2009 був 37-м сезоном з моменту заснування WTA. Він розпочався 5 січня 2009 і завершився 8 листопада 2009 року після 56-ти турнірів. Загальна сума призових коштів становила понад 86 мільйонів доларів США.
Серена Вільямс і Дінара Сафіна боролись за те, хто посяде місце 1-ї ракетки світу наприкінці сезону. Зрештою Вільямс вийшла переможницею з цієї боротьби, після перемоги на Чемпіонаті Туру WTA. Упродовж року вона виграла два турніри Великого шолома. Сафіна стала №1 у квітні і утримувала цю позицію упродовж більшої частини сезону. Для Світлани Кузнецової, Каролін Возняцкі і Олени Дементьєвої 2009 рік також був успішним.
Єлена Янкович грала нестабільно, наслідок чого опустилася з 1-го місця в січні до 8-го в листопаді.
Кім Клейстерс у серпні повернулася до змагань після народження дочки і виграла Відкритий чемпіонат США. Марія Шарапова повернулася в травні, після того як пропустила всі турніри починаючи з літа 2008 року, і піднялась назад у першу двадцятку.
Колишня 1-ша ракетка Амелі Моресмо наприкінці сезону оголосила про завершення кар'єри. Іншими помітними тенісистками, які завершили кар'єру, були Ай Суґіяма і Наталі Деші.

## Реформа Туру
Нова структура змагань, уведена в 2009, поділяє всі 54 турніри на 4 категорії:
1. «Premier»
2. «International»
3. Турніри Великого шолому
4. Кубок Федерації

Категорія «Premier» (20 турнірів):
- чотири турніри обов'язкові (Indian Wells, Sony Ericsson Open, Madrid Open, China Open).
- 15 турнірів (Дубаї, Рим, Цинцинаті, Торонто, Токіо, Париж, Чарльстон, Штутгарт, Стенфорт, Лос-Анжелес, Сідней, Берлін, Істбурн, Нью-Хейвен, Москва)
- щорічний Чемпіонат Туру (Sony Ericsson Championships) в Досі.

Категорія «International» (30 турнірів):
Останній турнір є Commonwealth Bank International Tournament of Champions, який закриває сезон.
Категорія «Турніри Великого шолому» (4 турніри):
Відкритий чемпіонат Австралії, Відкритий чемпіонат Франції, Вімблдонський турнір, Відкритий чемпіонат США).
Категорія «Кубок Федерації»:
Дана категорія включає турнір у три кола (перше, друге та фінал).
- турніри з категорії «Premier» та «International» є турнірами WTA Tour.
- турніри з категорії Великого шолому та «Кубку Федерації» є турніри ITF.

## За місяцями

### Позначення
| Турнір Великого шолому |
| WTA Premier            |
| WTA International      |
| Кубок Федерації        |
| Чемпіонат WTA          |

### Січень
| Тиждень           | Турнір                                                                                            | Чемпіон                                             | Фіналіст                                | Півфіналіст                          | Чвертьфіналіст                                                     |
| ----------------- | ------------------------------------------------------------------------------------------------- | --------------------------------------------------- | --------------------------------------- | ------------------------------------ | ------------------------------------------------------------------ |
| 5 січня           | Brisbane International Брисбен, Австралія Турніри WTA International $220 000 — Хард — 32S/32Q/16D | Вікторія Азаренко 6–3, 6–1                          | Маріон Бартолі                          | Амелі Моресмо Сара Еррані            | Ана Іванович Татьяна Гарбін Ольга Говорцова Луціє Шафарова         |
| 5 січня           | Brisbane International Брисбен, Австралія Турніри WTA International $220 000 — Хард — 32S/32Q/16D | Гренефельд / Кінг 3–6, 7–5, 10–5                    | Янс / Росольська                        | Амелі Моресмо Сара Еррані            | Ана Іванович Татьяна Гарбін Ольга Говорцова Луціє Шафарова         |
| 5 січня           | ASB Classic Окленд, Нова Зеландія Турніри WTA International $220 000 — Хард — 32S/32Q/16D         | Олена Дементьєва 6–4, 6–1                           | Олена Весніна                           | Араван Резаї Анне Кеотавонг          | Шахар Пеєр Едіна Галловіц Аумі Моріта Каролін Возняцкі             |
| 5 січня           | ASB Classic Окленд, Нова Зеландія Турніри WTA International $220 000 — Хард — 32S/32Q/16D         | Деші Мара Сантанджело 4–6, 7–6(3), 12–10            | Ллагостера Вівес Парра Сантонха         | Араван Резаї Анне Кеотавонг          | Шахар Пеєр Едіна Галловіц Аумі Моріта Каролін Возняцкі             |
| 12 січня          | Medibank International Sydney Сідней, Австралія WTA Premier $600,000 — Hard — 32S/32Q/16D         | Олена Дементьєва 6–3, 2–6, 6–1                      | Дінара Сафіна                           | Серена Вільямс Аі Сугіяма            | Каролін Возняцкі Агнешка Радванська Світлана Кузнецова Алізе Корне |
| 12 січня          | Medibank International Sydney Сідней, Австралія WTA Premier $600,000 — Hard — 32S/32Q/16D         | Сє Шувей Пен Шуай 6–0, 6–1                          | Наталі Деші / Кейсі Деллаква            | Серена Вільямс Аі Сугіяма            | Каролін Возняцкі Агнешка Радванська Світлана Кузнецова Алізе Корне |
| 12 січня          | Moorilla Hobart International Гобарт, Австралія WTA International $220 000 — Hard — 32S/32Q/16D   | Петра Квітова 7–5, 6–1                              | Івета Бенешова                          | Магдалена Рибарикова Віржіні Раззано | Мелінда Цінк Хісела Дулко Анастасія Павлюченкова Цветана Піронкова |
| 12 січня          | Moorilla Hobart International Гобарт, Австралія WTA International $220 000 — Hard — 32S/32Q/16D   | Хісела Дулко / Флавія Пеннетта 6–2, 7–6(4)          | Альона Бондаренко / Катерина Бондаренко | Магдалена Рибарикова Віржіні Раззано | Мелінда Цінк Хісела Дулко Анастасія Павлюченкова Цветана Піронкова |
| 19 січня 26 січня | Australian Open Мельбурн, Австралія Великий шолом A$ — Hard — 128S/96Q/64D/32X                    | Серена Вільямс 6—0, 6—3                             | Дінара Сафіна                           | Віра Звонарьова Олена Дементьєва     | Маріон Бартолі Єлена Докич Карла Суарес Наварро Світлана Кузнецова |
| 19 січня 26 січня | Australian Open Мельбурн, Австралія Великий шолом A$ — Hard — 128S/96Q/64D/32X                    | Серена Вільямс / Вінус Вільямс 6-3, 6-3             | Даніела Гантухова / Аі Сугіяма          | Віра Звонарьова Олена Дементьєва     | Маріон Бартолі Єлена Докич Карла Суарес Наварро Світлана Кузнецова |
| 19 січня 26 січня | Australian Open Мельбурн, Австралія Великий шолом A$ — Hard — 128S/96Q/64D/32X                    | (mixed doubles) Саня Мірза / Магеш Бгупаті 6-3, 6-1 | Наталі Деші / Енді Рам                  | Віра Звонарьова Олена Дементьєва     | Маріон Бартолі Єлена Докич Карла Суарес Наварро Світлана Кузнецова |

### Лютий
| Тиждень   | Турнір                                                                                               | Чемпіон                                                              | Фіналіст                                     | Півфіналіст                               | Чвертьфіналіст                                                       |
| --------- | --- | -------------------------------------------------------------------- | -------------------------------------------- | ----------------------------------------- | -------------------------------------------------------------------- |
| 2 лютого  | Кубок Федерації Москва, Росія, Хард Орлеан, Франція, Хард Сюрпрайс, США, Хард Брно, Чехія, Килим     | Переможниці 1р. Росія Італія США Чехія                               | Програвші 1р. КНР Франція Аргентина Іспанія  |                                           |                                                                      |
| 9 лютого  | Open GDF Suez Париж, Франція WTA Premier $700,000 — Хард (п) — 32S/32Q/16D                           | А. Моресмо 7-6(7), 2-6, 6-4                                          | О. Дементьєва                                | Серена Вільямс Єлена Янкович              | Еммі Лойт Наталі Деші Агнешка Радванська Алізе Корне                 |
| 9 лютого  | Open GDF Suez Париж, Франція WTA Premier $700,000 — Хард (п) — 32S/32Q/16D                           | К. Блек / Л. Хубер 6–4, 3–6, [10–4]                                  | K. Пешке / Л. Реймонд                        | Серена Вільямс Єлена Янкович              | Еммі Лойт Наталі Деші Агнешка Радванська Алізе Корне                 |
| 9 лютого  | PTT Pattaya Women's Open Паттая, Таїланд WTA International $220,000 — Hard — 32S/32Q/16D             | Віра Звонарьова 7–5, 6–1                                             | Саня Мірза                                   | Шахар Пеєр Магдалена Рибарикова           | Пен Шуай Віра Душевіна Тамарін Танасугарн Каролін Возняцкі           |
| 9 лютого  | PTT Pattaya Women's Open Паттая, Таїланд WTA International $220,000 — Hard — 32S/32Q/16D             | Ярослава Шведова / Тамарін Танасугарн 6–3, 6–2                       | Юлія Бейгельзімер / Віталіна Дяченко         | Шахар Пеєр Магдалена Рибарикова           | Пен Шуай Віра Душевіна Тамарін Танасугарн Каролін Возняцкі           |
| 16 лютого | Barclays Dubai Tennis Championships Дубай, ОАЕ WTA Premier 5 $2,000,000 — Hard — 56S/32Q/28D         | Вінус Вільямс 6–4, 6–2                                               | Вірджинія Руззано                            | Серена Вільямс Кая Канепі                 | Ана Іванович Олена Дементьєва Олена Весніна Віра Звонарьова          |
| 16 лютого | Barclays Dubai Tennis Championships Дубай, ОАЕ WTA Premier 5 $2,000,000 — Hard — 56S/32Q/28D         | Кара Блек / Лізель Губер 6–3, 6–3                                    | Марія Кириленко / Агнешка Радванська         | Серена Вільямс Кая Канепі                 | Ана Іванович Олена Дементьєва Олена Весніна Віра Звонарьова          |
| 16 лютого | The Cellular South Cup Мемфіс, США WTA International $220,000 — Хард (п) — 32S/32Q/16D               | Вікторія Азаренко 6–1, 6–3                                           | Каролін Возняцкі                             | Анне Кеотавонг Сабіне Лісіцкі             | Міхаелла Крайчек Марін Ераковіч Луціє Шафарова Паолін Парментір      |
| 16 лютого | The Cellular South Cup Мемфіс, США WTA International $220,000 — Хард (п) — 32S/32Q/16D               | Вікторія Азаренко / Каролін Возняцкі 6–1, 7–6(2)                     | Федак Юліана Леонідівна / Міхаелла Крайчек   | Анне Кеотавонг Сабіне Лісіцкі             | Міхаелла Крайчек Марін Ераковіч Луціє Шафарова Паолін Парментір      |
| 16 лютого | Copa Colsanitas Santander Богота, Колумбія WTA International $220,000 — ґрунт — 32S/32Q/16D          | Марія Хосе Мартінес Санчес 6–3, 6–2                                  | Хісела Дулко                                 | Едіна Галловіц Патрісія Майр              | Маса-Зес Пескіріч Матільда Йохансон Івана Ралуца-Олару Бетіна Хозамі |
| 16 лютого | Copa Colsanitas Santander Богота, Колумбія WTA International $220,000 — ґрунт — 32S/32Q/16D          | Нурія Льягостера Вівес / Марія Хосе Мартінес Санчес 7–5, 3–6, [10–7] | Хісела Дулко / Флавія Пеннетта               | Едіна Галловіц Патрісія Майр              | Маса-Зес Пескіріч Матільда Йохансон Івана Ралуца-Олару Бетіна Хозамі |
| 23 лютого | Abierto Mexicano Telcel p/b HSBC Акапулько, Мексика WTA International $220,000 — ґрунт — 32S/32Q/16D | Вінус Вільямс 6–1, 6–2                                               | Флавія Пеннетта                              | Барбора Заглавова-Стрицова Івета Бенешова | Агнес Шавей Марет Ані Матільда Йохансон Петра Цетковска              |
| 23 лютого | Abierto Mexicano Telcel p/b HSBC Акапулько, Мексика WTA International $220,000 — ґрунт — 32S/32Q/16D | Нурія Льягостера Вівес / Марія Хосе Мартінес Санчес 6–4, 6–2         | Лурдес Домінгес Ліно / Аранча Парра Сантонха | Барбора Заглавова-Стрицова Івета Бенешова | Агнес Шавей Марет Ані Матільда Йохансон Петра Цетковска              |

### Березень
| Тиждень               | Турнір                                                                                   | Чемпіон                                              | Фіналіст                                    | Півфіналіст                              | Чвертьфіналіст                                                   |
| --------------------- | ---------------------------------------------------------------------------------------- | ---------------------------------------------------- | ------------------------------------------- | ---------------------------------------- | ---------------------------------------------------------------- |
| 2 березня             | Monterrey Open Монтеррей, Мексика WTA International $220,000 — Hard — 32S/32Q/16D        | Маріон Бартолі 6–4, 6–3                              | Лі На                                       | Івета Бенешова Чжен Цзє                  | Луціє Шафарова Барбора Заглавова-Стрицова Хісела Дулко Ваня Кінг |
| 2 березня             | Monterrey Open Монтеррей, Мексика WTA International $220,000 — Hard — 32S/32Q/16D        | Наталі Деші / Мара Сантанджело 6–3, 6–4              | Івета Бенешова / Барбора Заглавова-Стрицова | Івета Бенешова Чжен Цзє                  | Луціє Шафарова Барбора Заглавова-Стрицова Хісела Дулко Ваня Кінг |
| 9 березня 16 березня  | Indian Wells Індіан-Веллс, США WTA Premier Mandatory $4,500,000 — Hard — 96S/48Q/32D     | Віра Звонарьова 7–6(5), 6–2                          | Ана Іванович                                | Вікторія Азаренко Анастасія Павлюченкова | Дінара Сафіна Каролін Возняцкі Сібіль Баммер Агнешка Радванська  |
| 9 березня 16 березня  | Indian Wells Індіан-Веллс, США WTA Premier Mandatory $4,500,000 — Hard — 96S/48Q/32D     | Вікторія Азаренко / Віра Звонарьова 6–4, 3–6, [10–5] | Хісела Дулко / Шахар Пеєр                   | Вікторія Азаренко Анастасія Павлюченкова | Дінара Сафіна Каролін Возняцкі Сібіль Баммер Агнешка Радванська  |
| 23 березня 30 березня | Sony Ericsson Open Кі-Біскейн, США WTA Premier Mandatory $4,500,000 — Hard — 96S/48Q/32D | Вікторія Азаренко 6–3, 6–1                           | Серена Вільямс                              | Вінус Вільямс Світлана Кузнецова         | Лі На Івета Бенешова Каролін Возняцкі Саманта Стосур             |
| 23 березня 30 березня | Sony Ericsson Open Кі-Біскейн, США WTA Premier Mandatory $4,500,000 — Hard — 96S/48Q/32D | Світлана Кузнецова / Амелі Моресмо 4–6, 6–3, [10–3]  | Квета Пешке / Ліза Реймонд                  | Вінус Вільямс Світлана Кузнецова         | Лі На Івета Бенешова Каролін Возняцкі Саманта Стосур             |

### Квітень
| Тиждень   | Турнір | Чемпіон                                                              | Фіналіст                                          | Півфіналіст                             | Чвертьфіналіст                                                            |
| --------- | --- | -------------------------------------------------------------------- | ------------------------------------------------- | --------------------------------------- | ------------------------------------------------------------------------- |
| 6 квітня  | MPS Group Championships Понте-верде Біч, США Турніри WTA International $220,000 — Ґрунт — 32S/32Q/16D             | Каролін Возняцкі 6–1, 6–2                                            | Александра Возняк                                 | Надія Петрова Олена Весніна             | Альона Бондаренко Таміра Пашек Домініка Цібулкова Даніела Гантухова       |
| 6 квітня  | MPS Group Championships Понте-верде Біч, США Турніри WTA International $220,000 — Ґрунт — 32S/32Q/16D             | Чжуан Цзяжун / Саня Мірза 6–3, 4–6, [10–7]                           | Квета Пешке / Ліза Реймонд                        | Надія Петрова Олена Весніна             | Альона Бондаренко Таміра Пашек Домініка Цібулкова Даніела Гантухова       |
| 6 квітня  | Andalucia Tennis Experience Марбелла, Іспанія Турніри WTA International $500,000 — Ґрунт — 32S/32Q/16D            | Єлена Янкович 6–3, 3–6, 6–3                                          | Карла Суарес Наварро                              | Сорана Кирстя Анабель Медіна Гаррігес   | Клара Закопалова Кая Канепі Сара Еррані Роберта Вінчі                     |
| 6 квітня  | Andalucia Tennis Experience Марбелла, Іспанія Турніри WTA International $500,000 — Ґрунт — 32S/32Q/16D            | Клаудія Янс / Аліція Росольська 6–3, 6–3                             | Анабель Медіна Гаррігес / Вірхінія Руано Паскуаль | Сорана Кирстя Анабель Медіна Гаррігес   | Клара Закопалова Кая Канепі Сара Еррані Роберта Вінчі                     |
| 13 квітня | Family Circle Cup Чарльстон, США Турніри WTA Premier $1,000,000 — Ґрунт — 56S/32Q/16D                             | Сабіне Лісіцкі 6–2, 6–4                                              | Каролін Возняцкі                                  | Олена Дементьєва Маріон Бартолі         | Домініка Цібулкова Віржіні Раззано Мелінда Цінк Олена Весніна             |
| 13 квітня | Family Circle Cup Чарльстон, США Турніри WTA Premier $1,000,000 — Ґрунт — 56S/32Q/16D                             | Бетані Маттек-Сандс / Надія Петрова 6–7(5), 6–2, [11–9]              | Ліга Декмеєре / Патті Шнідер                      | Олена Дементьєва Маріон Бартолі         | Домініка Цібулкова Віржіні Раззано Мелінда Цінк Олена Весніна             |
| 13 квітня | Barcelona Ladies Open Барселона, Іспанія Турніри WTA International $220,000 — Ґрунт — 32S/32Q/16D                 | Роберта Вінчі 6–0, 6–4                                               | Марія Кириленко                                   | Карла Суарес Наварро Франческа Ск'явоне | Татьяна Малек Марія Хосе Мартінес Санчес Луціє Шафарова Анастасія Якимова |
| 13 квітня | Barcelona Ladies Open Барселона, Іспанія Турніри WTA International $220,000 — Ґрунт — 32S/32Q/16D                 | Нурія Льягостера Вівес / Марія Хосе Мартінес Санчес 3–6, 6–2, [10–8] | Сорана Кирстя / Андрея Клепач                     | Карла Суарес Наварро Франческа Ск'явоне | Татьяна Малек Марія Хосе Мартінес Санчес Луціє Шафарова Анастасія Якимова |
| 20 квітня | Кубок Федерації (півфінал)                                                                                        | Переможниці Італія 4–1 США 3–2                                       | Переможені Росія Чехія                            |                                         |                                                                           |
| 27 квітня | Porsche Tennis Grand Prix Штутгарт, Німеччина Турніри WTA Premier $700,000 — Ґрунт — 32S/32Q/16D                  | Світлана Кузнецова 6–4, 6–3                                          | Дінара Сафіна                                     | Флавія Пеннетта Олена Дементьєва        | Агнешка Радванська Єлена Янкович Хісела Дулко Маріон Бартолі              |
| 27 квітня | Porsche Tennis Grand Prix Штутгарт, Німеччина Турніри WTA Premier $700,000 — Ґрунт — 32S/32Q/16D                  | Бетані Маттек-Сандс / Надія Петрова 5–7, 6–3, [10–7]                 | Хісела Дулко / Флавія Пеннетта                    | Флавія Пеннетта Олена Дементьєва        | Агнешка Радванська Єлена Янкович Хісела Дулко Маріон Бартолі              |
| 27 квітня | Grand Prix de SAR La Princesse Lalla Meryem Фес, Марокко Турніри WTA International $220,000 — Ґрунт — 32S/32Q/16D | Анабель Медіна Гаррігес 6–0, 6–1                                     | Катерина Макарова                                 | Мелінда Цінк Аліса Клейбанова           | Лурдес Домінгес Ліно Луціє Градецька Марта Домаховська Полона Герцог      |
| 27 квітня | Grand Prix de SAR La Princesse Lalla Meryem Фес, Марокко Турніри WTA International $220,000 — Ґрунт — 32S/32Q/16D | Аліса Клейбанова / Катерина Макарова 6–3, 2–6, [10–8]                | Сорана Кирстя / Марія Кириленко                   | Мелінда Цінк Аліса Клейбанова           | Лурдес Домінгес Ліно Луціє Градецька Марта Домаховська Полона Герцог      |

### Травень
| Тиждень            | Турнір | Чемпіон                                                    | Фіналіст                          | Півфіналіст                       | Чвертьфіналіст                                                         |
| ------------------ | --- | ---------------------------------------------------------- | --------------------------------- | --------------------------------- | ---------------------------------------------------------------------- |
| 4 травня           | Internazionali BNL d'Italia Рим, Італія Турніри WTA Premier 5 $2,000,000 — Ґрунт — 56S/32Q/28D                | Дінара Сафіна 6–3, 6–2                                     | Світлана Кузнецова                | Вінус Вільямс Вікторія Азаренко   | Марія Хосе Мартінес-Санчес Агнешка Радванська Єлена Янкович Кая Канепі |
| 4 травня           | Internazionali BNL d'Italia Рим, Італія Турніри WTA Premier 5 $2,000,000 — Ґрунт — 56S/32Q/28D                | Сє Шувей / Пен Шуай 7–5, 7–6(5)                            | Даніела Гантухова / Суґіяма Ай    | Вінус Вільямс Вікторія Азаренко   | Марія Хосе Мартінес-Санчес Агнешка Радванська Єлена Янкович Кая Канепі |
| 4 травня           | Estoril Open Оріас, Португалія Турніри WTA International $220,000 — Ґрунт — 32S/32Q/16D                       | Яніна Вікмаєр 7–5, 6–2                                     | Катерина Макарова                 | Шахар Пеєр Анна-Лена Гренефельд   | Яміра Грот Сорана Кирстя Сабіне Лісіцкі Марія Кириленко                |
| 4 травня           | Estoril Open Оріас, Португалія Турніри WTA International $220,000 — Ґрунт — 32S/32Q/16D                       | Ракел Копс-Джонс / Абігейл Спірс 2–6, 6–3, [10–5]          | Шерон Фічмен / Каталін Мароші     | Шахар Пеєр Анна-Лена Гренефельд   | Яміра Грот Сорана Кирстя Сабіне Лісіцкі Марія Кириленко                |
| 11 травня          | Mutua Madrilena Masters Madrid Мадрид, Іспанія Турніри WTA Premier Mandatory $4,500,000 — Ґрунт — 60S/32Q/28D | Дінара Сафіна 6–2, 6–4                                     | Каролін Возняцкі                  | Патті Шнідер Амелі Моресмо        | Альона Бондаренко Єлена Янкович Агнеш Шавай Віра Душевіна              |
| 11 травня          | Mutua Madrilena Masters Madrid Мадрид, Іспанія Турніри WTA Premier Mandatory $4,500,000 — Ґрунт — 60S/32Q/28D | Кара Блек / Лізель Губер 4–6, 6–3, [10–6]                  | Квета Пешке / Ліза Реймонд        | Патті Шнідер Амелі Моресмо        | Альона Бондаренко Єлена Янкович Агнеш Шавай Віра Душевіна              |
| 18 травня          | Warsaw Open Варшава, Польща Турніри WTA Premier $600,000 — Ґрунт — 32S/32Q/16D                                | Александра Дулгеру 7–6(3), 3–6, 6–0                        | Альона Бондаренко                 | Анне Кеотовонг Даніела Ґантухова  | Марія Шарапова Іоана Олрау Галина Воскобоєва Клара Закопалова          |
| 18 травня          | Warsaw Open Варшава, Польща Турніри WTA Premier $600,000 — Ґрунт — 32S/32Q/16D                                | Ракель Копс-Джонс / Бетані Маттек-Сендс 6-1, 6–1           | Янь Цзи / Чжен Цзє                | Анне Кеотовонг Даніела Ґантухова  | Марія Шарапова Іоана Олрау Галина Воскобоєва Клара Закопалова          |
| 18 травня          | Internationaux de Strasbourg Страсбург, Франція Турніри WTA International $220,000 — Ґрунт — 32S/32Q/16D      | Араван Резаї 7–6(2), 6–1                                   | Луціє Градецька                   | Ауім Моріта Вікторія Кузнєцова    | Крістіна Барруа Пен Шуай Стефані Кохен-Алоро Моніка Нікулеску          |
| 18 травня          | Internationaux de Strasbourg Страсбург, Франція Турніри WTA International $220,000 — Ґрунт — 32S/32Q/16D      | Наталі Деші / Мара Сантанджело 6–0, 6–1                    | Клер Феерстен / Стефані Форец     | Ауім Моріта Вікторія Кузнєцова    | Крістіна Барруа Пен Шуай Стефані Кохен-Алоро Моніка Нікулеску          |
| 24 травня 1 червня | French Open Париж, Франція Великий шолом € — Ґрунт — 128S/128Q/64D/32X                                        | Світлана Кузнецова 6–4, 6–2                                | Дінара Сафіна                     | Домініка Цібулкова Саманта Стосур | Вікторія Азаренко Марія Шарапова Сорана Кирстя Серена Вільямс          |
| 24 травня 1 червня | French Open Париж, Франція Великий шолом € — Ґрунт — 128S/128Q/64D/32X                                        | Анабель Медіна Гаррігес / Вірхінія Руано Паскуаль 6–1, 6–1 | Вікторія Азаренко / Олена Весніна | Домініка Цібулкова Саманта Стосур | Вікторія Азаренко Марія Шарапова Сорана Кирстя Серена Вільямс          |
| 24 травня 1 червня | French Open Париж, Франція Великий шолом € — Ґрунт — 128S/128Q/64D/32X                                        | Боб Браян / Лізель Губер 5–7, 7–6(5), 10–7                 | Марсело Мело / Ваня Кінг          | Домініка Цібулкова Саманта Стосур | Вікторія Азаренко Марія Шарапова Сорана Кирстя Серена Вільямс          |

### Червень
| Тиждень             | Турнір                                                                                    | Чемпіон                                         | Фіналіст                          | Півфіналіст                      | Чвертьфіналіст                                                             |
| ------------------- | ----------------------------------------------------------------------------------------- | ----------------------------------------------- | --------------------------------- | -------------------------------- | -------------------------------------------------------------------------- |
| 8 червня            | AEGON Classic Бірмінгем, Велика Британія WTA International $220,000 — Трава — 56S/32Q/16D | Магдалена Рибарикова 6–0, 7–6(2)                | Лі На                             | Саня Мірза Марія Шарапова        | Уршуля Радванська Мелінд Чінк Стефані Вогель Яніна Вікмаєр                 |
| 8 червня            | AEGON Classic Бірмінгем, Велика Британія WTA International $220,000 — Трава — 56S/32Q/16D | Кара Блек / Лізель Губер 6–1, 6–4               | Ракель Копс-Джонс / Абігейл Спірс | Саня Мірза Марія Шарапова        | Уршуля Радванська Мелінд Чінк Стефані Вогель Яніна Вікмаєр                 |
| 15 червня           | AEGON Classic Істбурн, Велика Британія WTA Premier $600,000 — GТрава — 32S/32Q/16D        | Каролін Возняцкі 7–6(5), 7–5                    | Віржіні Раззано                   | Маріон Бартолі Александр Возняк  | Агнешка Радванська Анабель Медіна Гаррігес Катерина Макарова Віра Душевіна |
| 15 червня           | AEGON Classic Істбурн, Велика Британія WTA Premier $600,000 — GТрава — 32S/32Q/16D        | Акгуль Аманмурадова / Аі Сугіяма 6–4,6–3        | Саманта Стосур / Ренне Стаббс     | Маріон Бартолі Александр Возняк  | Агнешка Радванська Анабель Медіна Гаррігес Катерина Макарова Віра Душевіна |
| 15 червня           | Ordina Open Хертогенбош, Нідерланди WTA International $220,000 — Трава — 32S/32Q/16D      | Тамарін Танасуган 6–3, 7–5                      | Яніна Вікмаєр                     | Дінара Сафіна Франческа Ск'явоне | Даніела Гантухова Флавія Пеннетта Крістіна Барріос Ольга Говорцова         |
| 15 червня           | Ordina Open Хертогенбош, Нідерланди WTA International $220,000 — Трава — 32S/32Q/16D      | Сара Еррані / Флавія Пеннетта 6–4, 5–7, [13–11] | Міхаелла Крайчек / Яніна Вікмаєр  | Дінара Сафіна Франческа Ск'явоне | Даніела Гантухова Флавія Пеннетта Крістіна Барріос Ольга Говорцова         |
| 22 червня 29 червня | Вімблдонський турнір Лондон, Велика Британія Великий шолом £ — Трава — 128S/96Q/64D/48X   | Серена Вільямс 7-6(3), 6-2                      | Вінус Вільямс                     | Дінара Сафіна Олена Дементьєва   | Сабіне Лісіцкі Агнешка Радванська Франческа Ск'явоне Вікторія Азаренко     |
| 22 червня 29 червня | Вімблдонський турнір Лондон, Велика Британія Великий шолом £ — Трава — 128S/96Q/64D/48X   | Серена Вільямс / Вінус Вільямс 7-6(4), 6-4      | Саманта Стосур / Ренне Стаббс     | Дінара Сафіна Олена Дементьєва   | Сабіне Лісіцкі Агнешка Радванська Франческа Ск'явоне Вікторія Азаренко     |
| 22 червня 29 червня | Вімблдонський турнір Лондон, Велика Британія Великий шолом £ — Трава — 128S/96Q/64D/48X   | Марк Ноулз / Анна-Лена Гренефельд 7-5, 6-3      | Ліндер Паес / Кара Блек           | Дінара Сафіна Олена Дементьєва   | Сабіне Лісіцкі Агнешка Радванська Франческа Ск'явоне Вікторія Азаренко     |

### Липень
| Тиждень  | Турнір | Чемпіон                                                      | Фіналіст                                            | Півфіналіст                         | Чвертьфіналіст                                                                        |
| -------- | --- | ------------------------------------------------------------ | --------------------------------------------------- | ----------------------------------- | ------------------------------------------------------------------------------------- |
| 6 липня  | Gaz de France Grand Prix Будапешт, Угорщина WTA International $220,000 — ґрунт — 32S/32Q/16D                   | Агнеш Савай 2-6, 6-4, 6-2                                    | Патті Шнідер                                        | Едіна Галловіц Альона Бондаренко    | Аліса Клейбанова Петра Мартік Тімі Баксінські Шахар Пеєр                              |
| 6 липня  | Gaz de France Grand Prix Будапешт, Угорщина WTA International $220,000 — ґрунт — 32S/32Q/16D                   | Аліса Клейбанова / Моніка Нікулеску 6-4, 7-6(5)              | Альона Бондаренко / Катерина Бондаренко             | Едіна Галловіц Альона Бондаренко    | Аліса Клейбанова Петра Мартік Тімі Баксінські Шахар Пеєр                              |
| 6 липня  | Nordea Nordic Light Open Баштад, Швеція WTA International $220,000 — ґрунт — 32S/32Q/16D                       | Марія Хосе Мартінес Санчес 7-5, 6-4                          | Каролін Возняцкі                                    | Флавія Пеннетта Хісела Дулко        | Марія Кириленко Алла Кудрявцева Карла Суарес-Наварро Домініка Цібулкова               |
| 6 липня  | Nordea Nordic Light Open Баштад, Швеція WTA International $220,000 — ґрунт — 32S/32Q/16D                       | Хісела Дулко / Флавія Пеннетта 6-2, 0-6, 10-5                | Нурія Льягостера Вівес / Марія Хосе Мартінес Санчес | Флавія Пеннетта Хісела Дулко        | Марія Кириленко Алла Кудрявцева Карла Суарес-Наварро Домініка Цібулкова               |
| 13 липня | Internazionali femminili di tennis di Palermo Палермо, Італія WTA International $220,000 — ґрунт — 32S/32Q/16D | Флавія Пеннетта 6-1, 6-2                                     | Сара Еррані                                         | Татьяна Гарбін Анна-Лена Гренефельд | Араван Резаї Ольга Говорцева Ярослава Шведова Патті Шнідер                            |
| 13 липня | Internazionali femminili di tennis di Palermo Палермо, Італія WTA International $220,000 — ґрунт — 32S/32Q/16D | Нурія Льягостера Вівес / Марія Хосе Мартінес Санчес 6-1, 6-2 | Марія Коритцева / Дарія Кустова                     | Татьяна Гарбін Анна-Лена Гренефельд | Араван Резаї Ольга Говорцева Ярослава Шведова Патті Шнідер                            |
| 13 липня | ECM Prague Open Прага, Чехія WTA International $220,000 — ґрунт — 32S/32Q/16D                                  | Сібіль Баммер 7-6(4), 6-2                                    | Франческа Ск'явоне                                  | Тімі Баксінські Івета Бенешова      | Катерина Бондаренко Карла-Суарес Наварро Заріна Діяс Люсі Храдецка                    |
| 13 липня | ECM Prague Open Прага, Чехія WTA International $220,000 — ґрунт — 32S/32Q/16D                                  | Альона Бондаренко / Катерина Бондаренко 6-1, 6-2             | Івета Бенешова / Барбора Заглавова-Стрицова         | Тімі Баксінські Івета Бенешова      | Катерина Бондаренко Карла-Суарес Наварро Заріна Діяс Люсі Храдецка                    |
| 20 липня | Banka Koper Slovenia Open Портороз, Словенія WTA International $220,000 — Hard — 32S/32Q/16D                   | Дінара Сафіна 6-7(5), 6-1, 7-5                               | Сара Еррані                                         | Альберта Бріанті Стефані Воежель    | Марія-Єлена Камерін Каміль Пен Россана де Лос Ріос Петра Мартіч                       |
| 20 липня | Banka Koper Slovenia Open Портороз, Словенія WTA International $220,000 — Hard — 32S/32Q/16D                   | Юлія Ґерґес/ Владіміра Ухлірова 6-4, 6-2                     | Каміль Пін/ Клара Закопалова                        | Альберта Бріанті Стефані Воежель    | Марія-Єлена Камерін Каміль Пен Россана де Лос Ріос Петра Мартіч                       |
| 20 липня | Gastein Ladies Бад Гастен, австрія Турніри WTA International $220,000 — ґрунт — 32S/32Q/16D                    | Андреа Петкович 6-2, 6-3                                     | Іоана Ралука Олару                                  | Алізе Корне Ярослава Шведова        | Барбора Заглавова-Стрицова Магдалена Рібарікова Анна-Лена Гренефельд Івонн Мойсбургер |
| 20 липня | Gastein Ladies Бад Гастен, австрія Турніри WTA International $220,000 — ґрунт — 32S/32Q/16D                    | Андреа Главачкова/ Луціє Градецька 6-2, 6-4                  | Татьяна Малек/ Андреа Петкович                      | Алізе Корне Ярослава Шведова        | Барбора Заглавова-Стрицова Магдалена Рібарікова Анна-Лена Гренефельд Івонн Мойсбургер |
| 27 липня | Bank of the West Classic Стенфорт, США WTA Premier $700,000 — Hard — 32S/32Q/16D                               | Маріон Бартолі 6-2, 5-7, 6-4                                 | Вінус Вільямс                                       | Саманта Стосур Олена Дементьєва     | Серена Вільямс Єлена Янкович Даніела Гантухова Марія Шарапова                         |
| 27 липня | Bank of the West Classic Стенфорт, США WTA Premier $700,000 — Hard — 32S/32Q/16D                               | Серена Вільямс / Вінус Вільямс 6-4, 6-1                      | Юнг-Ян Чан / Моніка Нікулеску                       | Саманта Стосур Олена Дементьєва     | Серена Вільямс Єлена Янкович Даніела Гантухова Марія Шарапова                         |
| 27 липня | Istanbul Cup Стамбул, Туреччина WTA International $220,000 — Hard — 32S/32Q/16D                                | Віра Душевіна 6-0, 6-1                                       | Люсі Храдека                                        | Тімі Баксінські Андреа Петкович     | Уршуля Радванська Анабель Медіна Гаррігес Марта Домаховська Ольга Говорцева           |
| 27 липня | Istanbul Cup Стамбул, Туреччина WTA International $220,000 — Hard — 32S/32Q/16D                                | Люсі Храдека / Рената Воракова 2-6, 6-3, 12-10               | Джулія Горгедес / Патті Шнідер                      | Тімі Баксінські Андреа Петкович     | Уршуля Радванська Анабель Медіна Гаррігес Марта Домаховська Ольга Говорцева           |

### Серпень
| Тиждень             | Турнір | Чемпіон                                                            | Фіналіст                                            | Півфіналіст                      | Чвертьфіналіст                                                          |
| ------------------- | --- | ------------------------------------------------------------------ | --------------------------------------------------- | -------------------------------- | ----------------------------------------------------------------------- |
| 3 серпня            | East West Bank Classic p/b Herbalife Лос-Анджелес, США WTA Premier $700,000 — Hard — 56S/32Q/16D                       | Флавія Пеннетта 6-4, 6-3                                           | Саманта Стосур                                      | Сорана Кірсті Марія Шарапова     | Чжен Цзє Агнешка Радванська Уршуля Радванська Віра Звонарьова           |
| 3 серпня            | East West Bank Classic p/b Herbalife Лос-Анджелес, США WTA Premier $700,000 — Hard — 56S/32Q/16D                       | Чі-Джунг Чуанг / Янь Цзи 6-0, 4-6 10-7                             | Марія Кириленко / Агнешка Радванська                | Сорана Кірсті Марія Шарапова     | Чжен Цзє Агнешка Радванська Уршуля Радванська Віра Звонарьова           |
| 10 серпня           | W&S Financial Group Women's Open Цинцинаті, США WTA Premier 5 $2,000,000 — Hard — 56S/32Q/28D                          | Єлена Янкович 6-4, 6-2                                             | Дінара Сафіна                                       | Флавія Пеннетта Олена Дементьєва | Кім Клейстерс Даніела Гантухова Каролін Возняцкі Сібіль Баммер          |
| 10 серпня           | W&S Financial Group Women's Open Цинцинаті, США WTA Premier 5 $2,000,000 — Hard — 56S/32Q/28D                          | Кара Блек / Лізель Губер 6–3, 0–6, [10–2]                          | Нурія Льягостера Вівес / Марія Хосе Мартінес Санчес | Флавія Пеннетта Олена Дементьєва | Кім Клейстерс Даніела Гантухова Каролін Возняцкі Сібіль Баммер          |
| 17 серпня           | Rogers Cup Торонто, Канада WTA Premier 5 $2,000,000 — Hard — 56S/32Q/28D Одиночний розряд – Парний розряд              | Олена Дементьєва 6–4, 6–3                                          | Марія Шарапова                                      | Аліса Клейбанова Серена Вільямс  | Єлена Янкович Агнешка Радванська Саманта Стосур Луціє Шафарова          |
| 17 серпня           | Rogers Cup Торонто, Канада WTA Premier 5 $2,000,000 — Hard — 56S/32Q/28D Одиночний розряд – Парний розряд              | Нурія Льягостера Вівес Марія Хосе Мартінес Санчес 2–6, 7–5, [11–9] | Саманта Стосур Ренне Стаббс                         | Аліса Клейбанова Серена Вільямс  | Єлена Янкович Агнешка Радванська Саманта Стосур Луціє Шафарова          |
| 24 серпня           | Pilot Pen Tennis p/b Schick Нью-Гейвен, США WTA Premier $600,000 — Hard — 32S/32Q/16D Одиночний розряд – Парний розряд | Каролін Возняцкі 6–2, 6–4                                          | Олена Весніна                                       | Амелі Моресмо Флавія Пеннетта    | Світлана Кузнецова Анна Чакветадзе Магдалена Рибарикова Віржіні Раззано |
| 24 серпня           | Pilot Pen Tennis p/b Schick Нью-Гейвен, США WTA Premier $600,000 — Hard — 32S/32Q/16D Одиночний розряд – Парний розряд | Нурія Льягостера Вівес Марія Хосе Мартінес Санчес 6–2, 7–5         | Івета Бенешова Луціє Градецька                      | Амелі Моресмо Флавія Пеннетта    | Світлана Кузнецова Анна Чакветадзе Магдалена Рибарикова Віржіні Раззано |
| 31 серпня 7 вересня | US Open Нью-Йорк, США Великий шолом $ — Hard — 128S/128Q/64D/32X Одиночний розряд – Парний розряд – Мікст              | Кім Клейстерс 7–5, 6–3                                             | Каролін Возняцкі                                    | Яніна Вікмаєр Серена Вільямс     | Катерина Бондаренко Мелані Уден Лі На Флавія Пеннетта                   |
| 31 серпня 7 вересня | US Open Нью-Йорк, США Великий шолом $ — Hard — 128S/128Q/64D/32X Одиночний розряд – Парний розряд – Мікст              | Серена Вільямс Вінус Вільямс 6–2, 6–2                              | Кара Блек Лізель Губер                              | Яніна Вікмаєр Серена Вільямс     | Катерина Бондаренко Мелані Уден Лі На Флавія Пеннетта                   |
| 31 серпня 7 вересня | US Open Нью-Йорк, США Великий шолом $ — Hard — 128S/128Q/64D/32X Одиночний розряд – Парний розряд – Мікст              | Тревіс Перротт Карлі Галліксон 6–2, 6–4                            | Леандер Паес Кара Блек                              | Яніна Вікмаєр Серена Вільямс     | Катерина Бондаренко Мелані Уден Лі На Флавія Пеннетта                   |

### Вересень
| Тиждень    | Турнір | Чемпіон                                            | Фіналіст                           | Півфіналіст                          | Чвертьфіналіст                                                       |
| ---------- | --- | -------------------------------------------------- | ---------------------------------- | ------------------------------------ | -------------------------------------------------------------------- |
| 14 вересня | Guangzhou International Women's Open Гуанчжоу, Китай WTA International $220,000 — Hard — 32S/32Q/16D Одиночний розряд – Парний розряд        | Шахар Пеєр 6–3, 6–4                                | Альберта Бріанті                   | Моріта Аюмі Пен Шуай                 | Анастасія Севастова Ольга Савчук Олександра Панова Латіша Чжань      |
| 14 вересня | Guangzhou International Women's Open Гуанчжоу, Китай WTA International $220,000 — Hard — 32S/32Q/16D Одиночний розряд – Парний розряд        | Ольга Говорцова Тетяна Пучек 3–6, 6–2, [10–8]      | Дате-Крумм Кіміко Сунь Тяньтянь    | Моріта Аюмі Пен Шуай                 | Анастасія Севастова Ольга Савчук Олександра Панова Латіша Чжань      |
| 14 вересня | Bell Challenge Квебек, Канада WTA International $220,000 — Килим — 32S/32Q/16D Одиночний розряд – Парний розряд                              | Мелінда Цінк 4–6, 6–3, 7–5                         | Луціє Шафарова                     | Александра Возняк Юлія Гергес        | Надія Петрова Алла Кудрявцева Бетані Маттек-Сендс Лілія Остерло      |
| 14 вересня | Bell Challenge Квебек, Канада WTA International $220,000 — Килим — 32S/32Q/16D Одиночний розряд – Парний розряд                              | Ваня Кінг Барбора Стрицова 6–1, 6–3                | Софія Арвідссон Северін Бельтрам   | Александра Возняк Юлія Гергес        | Надія Петрова Алла Кудрявцева Бетані Маттек-Сендс Лілія Остерло      |
| 21 вересня | Hansol Korea Open Tennis Championships Сеул, Південна Корея WTA International $220,000 — Hard — 32S/32Q/16D Одиночний розряд – Парний розряд | Дате-Крумм Кіміко 6–3, 6–3                         | Анабель Медіна Гаррігес            | Марія Кириленко Анна-Лена Гренефельд | Даніела Гантухова Віра Душевіна Латіша Чжань Магдалена Рибарикова    |
| 21 вересня | Hansol Korea Open Tennis Championships Сеул, Південна Корея WTA International $220,000 — Hard — 32S/32Q/16D Одиночний розряд – Парний розряд | Латіша Чжань Абігейл Спірс 6–3, 6–4                | Карлі Галліксон Ніколь Кріз        | Марія Кириленко Анна-Лена Гренефельд | Даніела Гантухова Віра Душевіна Латіша Чжань Магдалена Рибарикова    |
| 21 вересня | Tashkent Open Ташкент, Узбекистан WTA International $220,000 — Hard — 32S/32Q/16D Одиночний розряд – Парний розряд                           | Шахар Пеєр 6–3, 6–4                                | Акгуль Аманмурадова                | Ярослава Шведова Ольга Говорцова     | Моніка Нікулеску Штефані Феґеле Дар'я Кустова Олександра Панова      |
| 21 вересня | Tashkent Open Ташкент, Узбекистан WTA International $220,000 — Hard — 32S/32Q/16D Одиночний розряд – Парний розряд                           | Ольга Говорцова Тетяна Пучек 6–2, 6–7(1–7), [10–8] | Віталія Дяченко Катерина Деголевич | Ярослава Шведова Ольга Говорцова     | Моніка Нікулеску Штефані Феґеле Дар'я Кустова Олександра Панова      |
| 27 вересня | Toray Pan Pacific Open Токіо, Японія WTA Premier 5 $2,000,000 — Hard — 56S/32Q/16D Одиночний розряд – Парний розряд                          | Марія Шарапова 5–2 retired                         | Єлена Янкович                      | Агнешка Радванська Лі На             | Івета Бенешова Магдалена Рибарикова Вікторія Азаренко Маріон Бартолі |
| 27 вересня | Toray Pan Pacific Open Токіо, Японія WTA Premier 5 $2,000,000 — Hard — 56S/32Q/16D Одиночний розряд – Парний розряд                          | Аліса Клейбанова Франческа Ск'явоне 6–4, 6–2       | Даніела Гантухова Суґіяма Ай       | Агнешка Радванська Лі На             | Івета Бенешова Магдалена Рибарикова Вікторія Азаренко Маріон Бартолі |

### Жовтень
| Тиждень   | Турнір | Чемпіон                                                                 | Фіналіст                              | Півфіналіст                        | Чвертьфіналіст |
| --------- | --- | ----------------------------------------------------------------------- | ------------------------------------- | ---------------------------------- | --- |
| 3 жовтня  | China Open Пекін, Китай WTA Premier Mandatory $4,500,000 — Hard — 56S/32Q/28D Одиночний розряд – Парний розряд                              | Світлана Кузнецова 6–2, 6–4                                             | Агнешка Радванська                    | Маріон Бартолі Надія Петрова       | Віра Звонарьова Олена Дементьєва Анастасія Павлюченкова Пен Шуай                                                   |
| 3 жовтня  | China Open Пекін, Китай WTA Premier Mandatory $4,500,000 — Hard — 56S/32Q/28D Одиночний розряд – Парний розряд                              | Сє Шувей Пен Шуай 6–3, 6–1                                              | Алла Кудрявцева Катерина Макарова     | Маріон Бартолі Надія Петрова       | Віра Звонарьова Олена Дементьєва Анастасія Павлюченкова Пен Шуай                                                   |
| 10 жовтня | Generali Ladies Linz Лінц, Австрія WTA International $220,000 — Хард (п) — 32S/32Q/16D Одиночний розряд – Парний розряд                     | Яніна Вікмаєр 6–3, 6–4                                                  | Петра Квітова                         | Флавія Пеннетта Агнешка Радванська | Ралука Олару Сара Еррані Карла Суарес Наварро Луціє Шафарова                                                       |
| 10 жовтня | Generali Ladies Linz Лінц, Австрія WTA International $220,000 — Хард (п) — 32S/32Q/16D Одиночний розряд – Парний розряд                     | Анна-Лена Гренефельд Катарина Среботнік 6–1, 6–4                        | Клаудія Янс-Ігначик Аліція Росольська | Флавія Пеннетта Агнешка Радванська | Ралука Олару Сара Еррані Карла Суарес Наварро Луціє Шафарова                                                       |
| 10 жовтня | HP Open Осака, Японія WTA International $220,000 — Hard — 32S/32Q/16D Одиночний розряд – Парний розряд                                      | Саманта Стосур 7–5, 6–1                                                 | Франческа Ск'явоне                    | Каролін Возняцкі Саня Мірза        | Александра Возняк Джилл Крейбас Мелінда Цінк Маріон Бартолі                                                        |
| 10 жовтня | HP Open Осака, Японія WTA International $220,000 — Hard — 32S/32Q/16D Одиночний розряд – Парний розряд                                      | Чжуан Цзяжун Ліза Реймонд 6–2, 6–4                                      | Шанелль Схеперс Абігейл Спірс         | Каролін Возняцкі Саня Мірза        | Александра Возняк Джилл Крейбас Мелінда Цінк Маріон Бартолі                                                        |
| 19 жовтня | Кубок Кремля Москва, Росія WTA Premier $1,000,000 — Хард (п) — 32S/32Q/16D Одиночний розряд – Парний розряд                                 | Франческа Ск'явоне 6–3, 6–0                                             | Ольга Говорцова                       | Альона Бондаренко Аліса Клейбанова | Цветана Піронкова Марія Кириленко Віра Душевіна Єлена Янкович                                                      |
| 19 жовтня | Кубок Кремля Москва, Росія WTA Premier $1,000,000 — Хард (п) — 32S/32Q/16D Одиночний розряд – Парний розряд                                 | Марія Кириленко Надія Петрова 6–2, 6–2                                  | Марія Кондратьєва Клара Коукалова     | Альона Бондаренко Аліса Клейбанова | Цветана Піронкова Марія Кириленко Віра Душевіна Єлена Янкович                                                      |
| 19 жовтня | BGL BNP Paribas Open Luxembourg Люксембург, Люксембург WTA International $220,000 — Хард (п) — 32S/32Q/16D Одиночний розряд – Парний розряд | Тімеа Бачинскі 6–2, 7–5                                                 | Сабіне Лісіцкі                        | Яніна Вікмаєр Шахар Пеєр           | Катарина Среботнік Кірстен Фліпкенс Даніела Гантухова Патті Шнідер                                                 |
| 19 жовтня | BGL BNP Paribas Open Luxembourg Люксембург, Люксембург WTA International $220,000 — Хард (п) — 32S/32Q/16D Одиночний розряд – Парний розряд | Івета Бенешова Барбора Стрицова 1–6, 6–0, [10–7]                        | Владіміра Угліржова Рената Ворачова   | Яніна Вікмаєр Шахар Пеєр           | Катарина Среботнік Кірстен Фліпкенс Даніела Гантухова Патті Шнідер                                                 |
| 27 жовтня | Sony Ericsson Championships Доха, Катар Чемпіонат WTA $ — Hard — 8S (RR)/4D Одиночний розряд – Парний розряд                                | Серена Вільямс 6–2, 7–6(7–4)                                            | Вінус Вільямс                         | Каролін Возняцкі Єлена Янкович     | Раунд robin Дінара Сафіна Вікторія Азаренко Віра Звонарьова Агнешка Радванська Світлана Кузнецова Олена Дементьєва |
| 27 жовтня | Sony Ericsson Championships Доха, Катар Чемпіонат WTA $ — Hard — 8S (RR)/4D Одиночний розряд – Парний розряд                                | Нурія Льягостера Вівес Марія Хосе Мартінес Санчес 7–6(7–0), 5–7, [10–7] | Кара Блек Лізель Губер                | Каролін Возняцкі Єлена Янкович     | Раунд robin Дінара Сафіна Вікторія Азаренко Віра Звонарьова Агнешка Радванська Світлана Кузнецова Олена Дементьєва |

### Листопад
| Тиждень     | Турнір | Чемпіон                  | Фіналіст                | Півфіналіст                                  | Чвертьфіналіст |
| ----------- | --- | ------------------------ | ----------------------- | -------------------------------------------- | --- |
| 2 листопада | Commonwealth Bank Tournament of Champions Балі, Індонезія Чемпіонат закінчення року $600,000 — Hard — 12S Одиночний розряд | Араван Резаї 7–5 retired | Маріон Бартолі          | Дате-Крумм Кіміко Марія Хосе Мартінес Санчес | Шахар Пеєр Магдалена Рибарикова Саманта Стосур Агнеш Савай Яніна Вікмаєр Анабель Медіна Гаррігес Віра Душевіна Сабіне Лісіцкі Мелінда Цінк |
| 2 листопада | Кубок Федерації 2009. Світова група I Реджо-Калабрія, Італія, Ґрунт                                                        | Італія 4–0               | Сполучені Штати Америки |                                              | |

### Грудень
Не проводяться

## Статистична інформація
Ці таблиці показують кількість виграних турнірів кожною окремою гравчинею та представницями різних країн. Враховані одиночні (S), парні (D) та змішані (X) титули на турнірах усіх рівнів: Великий шолом, чемпіонати закінчення сезону (Чемпіонат Туру WTA і Турнір Чемпіонок), Турніри WTA Premier (Premier Mandatory, Premier 5 і звичайні Premier), а також Турніри WTA International. Гравчинь і країни розподілено за такими показниками:
1. Загальна кількість титулів (титул в парному розряді, виграний двома тенісистками, які представляють одну й ту саму країну, зараховано як  лише один виграш для країни);
2. Найбільша кількість турнірів найвищої категорії (наприклад, виграш одного титулу Великого шолому дає перевагу над будь-якими комбінаціями без цього титулу
3. Ієрархія розрядів: одиночний > парний > змішаний;
4. Алфавітний порядок (для гравчинь за прізвищем).

### Титули окремих гравчинь
| Загалом титулів | Гравчиня                   | Турніри Великого шолома | Турніри Великого шолома | Турніри Великого шолома | Чемпіонати кінця року | Чемпіонати кінця року | Турніри Premier  | Турніри Premier | Турніри International | Турніри International | Всі титули       | Всі титули    | Всі титули      |
| Загалом титулів | Гравчиня                   | Singles                 | Парний розряд           | Змішаний розряд         | Одиночний розряд      | Парний розряд         | Одиночний розряд | Парний розряд   | Одиночний розряд      | Парний розряд         | Одиночний розряд | Парний розряд | Змішаний розряд |
| --------------- | -------------------------- | ----------------------- | ----------------------- | ----------------------- | --------------------- | --------------------- | ---------------- | --------------- | --------------------- | --------------------- | ---------------- | ------------- | --------------- |
| 9               | Марія Хосе Мартінес Санчес |                         |                         |                         |                       | 1                     |                  | 2               | 2                     | 4                     | 2                | 7             | 0               |
| 7               | Серена Вільямс             | 2                       | 3                       |                         | 1                     |                       |                  | 1               |                       |                       | 3                | 4             | 0               |
| 7               | Нурія Льягостера Вівес     |                         |                         |                         |                       | 1                     |                  | 2               |                       | 4                     | 0                | 7             | 0               |
| 6               | Вінус Вільямс              |                         | 3                       |                         |                       |                       | 1                | 1               | 1                     |                       | 2                | 4             | 0               |
| 6               | Лізель Губер               |                         |                         | 1                       |                       |                       |                  | 4               |                       | 1                     | 0                | 5             | 1               |
| 5               | Вікторія Азаренко          |                         |                         |                         |                       |                       | 1                | 1               | 2                     | 1                     | 3                | 2             | 0               |
| 5               | Флавія Пеннетта            |                         |                         |                         |                       |                       | 1                |                 | 1                     | 3                     | 2                | 3             | 0               |
| 5               | Кара Блек                  |                         |                         |                         |                       |                       |                  | 4               |                       | 1                     | 0                | 5             | 0               |
| 4               | Світлана Кузнецова         | 1                       |                         |                         |                       |                       | 2                | 1               |                       |                       | 3                | 1             | 0               |
| 4               | Каролін Возняцкі           |                         |                         |                         |                       |                       | 2                |                 | 1                     | 1                     | 3                | 1             | 0               |
| 3               | Анна-Лена Гренефельд       |                         |                         | 1                       |                       |                       |                  |                 |                       | 2                     | 0                | 2             | 1               |
| 3               | Дінара Сафіна              |                         |                         |                         |                       |                       | 2                |                 | 1                     |                       | 3                | 0             | 0               |
| 3               | Олена Дементьєва           |                         |                         |                         |                       |                       | 2                |                 | 1                     |                       | 3                | 0             | 0               |
| 3               | Віра Звонарьова            |                         |                         |                         |                       |                       | 1                | 1               | 1                     |                       | 2                | 1             | 0               |
| 3               | Сє Шувей                   |                         |                         |                         |                       |                       |                  | 3               |                       |                       | 0                | 3             | 0               |
| 3               | Бетані Маттек-Сендс        |                         |                         |                         |                       |                       |                  | 3               |                       |                       | 0                | 3             | 0               |
| 3               | Пен Шуай                   |                         |                         |                         |                       |                       |                  | 3               |                       |                       | 0                | 3             | 0               |
| 3               | Надія Петрова              |                         |                         |                         |                       |                       |                  | 3               |                       |                       | 0                | 3             | 0               |
| 3               | Чжуан Цзяжун               |                         |                         |                         |                       |                       |                  | 1               |                       | 3                     | 0                | 3             | 0               |
| 3               | Аліса Клейбанова           |                         |                         |                         |                       |                       |                  | 1               |                       | 2                     | 0                | 3             | 0               |
| 3               | Наталі Деші                |                         |                         |                         |                       |                       |                  |                 |                       | 3                     | 0                | 3             | 0               |
| 3               | Мара Сантанджело           |                         |                         |                         |                       |                       |                  |                 |                       | 3                     | 0                | 3             | 0               |
| 2               | Анабель Медіна Гаррігес    |                         | 1                       |                         |                       |                       |                  |                 | 1                     |                       | 1                | 1             | 0               |
| 2               | Саня Мірза                 |                         |                         | 1                       |                       |                       |                  |                 |                       | 1                     | 0                | 1             | 1               |
| 2               | Араван Резаї               |                         |                         |                         | 1                     |                       |                  |                 | 1                     |                       | 2                | 0             | 0               |
| 2               | Амелі Моресмо              |                         |                         |                         |                       |                       | 1                | 1               |                       |                       | 1                | 1             | 0               |
| 2               | Франческа Ск'явоне         |                         |                         |                         |                       |                       | 1                | 1               |                       |                       | 1                | 1             | 0               |
| 2               | Маріон Бартолі             |                         |                         |                         |                       |                       | 1                |                 | 1                     |                       | 2                | 0             | 0               |
| 2               | Єлена Янкович              |                         |                         |                         |                       |                       | 1                |                 | 1                     |                       | 2                | 0             | 0               |
| 2               | Ракель Копс-Джонс          |                         |                         |                         |                       |                       |                  | 1               |                       | 1                     | 0                | 2             | 0               |
| 2               | Шахар Пеєр                 |                         |                         |                         |                       |                       |                  |                 | 2                     |                       | 2                | 0             | 0               |
| 2               | Яніна Вікмаєр              |                         |                         |                         |                       |                       |                  |                 | 2                     |                       | 2                | 0             | 0               |
| 2               | Тамарін Танасугарн         |                         |                         |                         |                       |                       |                  |                 | 1                     | 1                     | 1                | 1             | 0               |
| 2               | Хісела Дулко               |                         |                         |                         |                       |                       |                  |                 |                       | 2                     | 0                | 2             | 0               |
| 2               | Ольга Говорцова            |                         |                         |                         |                       |                       |                  |                 |                       | 2                     | 0                | 2             | 0               |
| 2               | Луціє Градецька            |                         |                         |                         |                       |                       |                  |                 |                       | 2                     | 0                | 2             | 0               |
| 2               | Ваня Кінґ                  |                         |                         |                         |                       |                       |                  |                 |                       | 2                     | 0                | 2             | 0               |
| 2               | Тетяна Пучек               |                         |                         |                         |                       |                       |                  |                 |                       | 2                     | 0                | 2             | 0               |
| 2               | Абігейл Спірс              |                         |                         |                         |                       |                       |                  |                 |                       | 2                     | 0                | 2             | 0               |
| 2               | Барбора Заглавова-Стрицова |                         |                         |                         |                       |                       |                  |                 |                       | 2                     | 0                | 2             | 0               |
| 1               | Кім Клейстерс              | 1                       |                         |                         |                       |                       |                  |                 |                       |                       | 1                | 0             | 0               |
| 1               | Вірхінія Руано Паскуаль    |                         | 1                       |                         |                       |                       |                  |                 |                       |                       | 0                | 1             | 0               |
| 1               | Карлі Галліксон            |                         |                         | 1                       |                       |                       |                  |                 |                       |                       | 0                | 0             | 1               |
| 1               | Александра Дулгеру         |                         |                         |                         |                       |                       | 1                |                 |                       |                       | 1                | 0             | 0               |
| 1               | Сабіне Лісіцкі             |                         |                         |                         |                       |                       | 1                |                 |                       |                       | 1                | 0             | 0               |
| 1               | Марія Шарапова             |                         |                         |                         |                       |                       | 1                |                 |                       |                       | 1                | 0             | 0               |
| 1               | Акгуль Аманмурадова        |                         |                         |                         |                       |                       |                  | 1               |                       |                       | 0                | 1             | 0               |
| 1               | Марія Кириленко            |                         |                         |                         |                       |                       |                  | 1               |                       |                       | 0                | 1             | 0               |
| 1               | Ай Суґіяма                 |                         |                         |                         |                       |                       |                  | 1               |                       |                       | 0                | 1             | 0               |
| 1               | Янь Цзи                    |                         |                         |                         |                       |                       |                  | 1               |                       |                       | 0                | 1             | 0               |
| 1               | Тімеа Бачинскі             |                         |                         |                         |                       |                       |                  |                 | 1                     |                       | 1                | 0             | 0               |
| 1               | Сібіль Баммер              |                         |                         |                         |                       |                       |                  |                 | 1                     |                       | 1                | 0             | 0               |
| 1               | Мелінда Цінк               |                         |                         |                         |                       |                       |                  |                 | 1                     |                       | 1                | 0             | 0               |
| 1               | Кіміко Дате                |                         |                         |                         |                       |                       |                  |                 | 1                     |                       | 1                | 0             | 0               |
| 1               | Віра Душевіна              |                         |                         |                         |                       |                       |                  |                 | 1                     |                       | 1                | 0             | 0               |
| 1               | Петра Квітова              |                         |                         |                         |                       |                       |                  |                 | 1                     |                       | 1                | 0             | 0               |
| 1               | Андреа Петкович            |                         |                         |                         |                       |                       |                  |                 | 1                     |                       | 1                | 0             | 0               |
| 1               | Магдалена Рибарикова       |                         |                         |                         |                       |                       |                  |                 | 1                     |                       | 1                | 0             | 0               |
| 1               | Саманта Стосур             |                         |                         |                         |                       |                       |                  |                 | 1                     |                       | 1                | 0             | 0               |
| 1               | Агнеш Савай                |                         |                         |                         |                       |                       |                  |                 | 1                     |                       | 1                | 0             | 0               |
| 1               | Роберта Вінчі              |                         |                         |                         |                       |                       |                  |                 | 1                     |                       | 1                | 0             | 0               |
| 1               | Івета Бенешова             |                         |                         |                         |                       |                       |                  |                 |                       | 1                     | 0                | 1             | 0               |
| 1               | Альона Бондаренко          |                         |                         |                         |                       |                       |                  |                 |                       | 1                     | 0                | 1             | 0               |
| 1               | Катерина Бондаренко        |                         |                         |                         |                       |                       |                  |                 |                       | 1                     | 0                | 1             | 0               |
| 1               | Чжань Юнжань               |                         |                         |                         |                       |                       |                  |                 |                       | 1                     | 0                | 1             | 0               |
| 1               | Сара Еррані                |                         |                         |                         |                       |                       |                  |                 |                       | 1                     | 0                | 1             | 0               |
| 1               | Юлія Гергес                |                         |                         |                         |                       |                       |                  |                 |                       | 1                     | 0                | 1             | 0               |
| 1               | Андреа Главачкова          |                         |                         |                         |                       |                       |                  |                 |                       | 1                     | 0                | 1             | 0               |
| 1               | Клаудія Янс                |                         |                         |                         |                       |                       |                  |                 |                       | 1                     | 0                | 1             | 0               |
| 1               | Катерина Макарова          |                         |                         |                         |                       |                       |                  |                 |                       | 1                     | 0                | 1             | 0               |
| 1               | Моніка Нікулеску           |                         |                         |                         |                       |                       |                  |                 |                       | 1                     | 0                | 1             | 0               |
| 1               | Ліза Реймонд               |                         |                         |                         |                       |                       |                  |                 |                       | 1                     | 0                | 1             | 0               |
| 1               | Аліція Росольська          |                         |                         |                         |                       |                       |                  |                 |                       | 1                     | 0                | 1             | 0               |
| 1               | Ярослава Шведова           |                         |                         |                         |                       |                       |                  |                 |                       | 1                     | 0                | 1             | 0               |
| 1               | Катарина Среботнік         |                         |                         |                         |                       |                       |                  |                 |                       | 1                     | 0                | 1             | 0               |
| 1               | Владіміра Угліржова        |                         |                         |                         |                       |                       |                  |                 |                       | 1                     | 0                | 1             | 0               |
| 1               | Рената Ворачова            |                         |                         |                         |                       |                       |                  |                 |                       | 1                     | 0                | 1             | 0               |

### Титули за країнами
| Загалом титулів | Гравчиня          | Турніри Великого шолома | Турніри Великого шолома | Турніри Великого шолома | Чемпіонати кінця року | Чемпіонати кінця року | Турніри Premier  | Турніри Premier | Турніри International | Турніри International | Всі титули       | Всі титули    | Всі титули      |
| Загалом титулів | Гравчиня          | Singles                 | Парний розряд           | Змішаний розряд         | Одиночний розряд      | Парний розряд         | Одиночний розряд | Парний розряд   | Одиночний розряд      | Парний розряд         | Одиночний розряд | Парний розряд | Змішаний розряд |
| --------------- | ----------------- | ----------------------- | ----------------------- | ----------------------- | --------------------- | --------------------- | ---------------- | --------------- | --------------------- | --------------------- | ---------------- | ------------- | --------------- |
| 24              | США               | 2                       | 3                       | 2                       | 1                     |                       | 1                | 8               | 1                     | 6                     | 5                | 17            | 2               |
| 21              | Росія             | 1                       |                         |                         |                       |                       | 8                | 6               | 4                     | 2                     | 13               | 8             | 0               |
| 11              | Іспанія           |                         | 1                       |                         |                       | 1                     |                  | 2               | 3                     | 4                     | 3                | 8             | 0               |
| 11              | Італія            |                         |                         |                         |                       |                       | 2                | 1               | 2                     | 6                     | 4                | 7             | 0               |
| 10              | Франція           |                         |                         |                         | 1                     |                       | 2                | 1               | 2                     | 4                     | 5                | 5             | 0               |
| 7               | Білорусь          |                         |                         |                         |                       |                       | 1                | 1               | 2                     | 3                     | 3                | 4             | 0               |
| 7               | Китайський Тайбей |                         |                         |                         |                       |                       |                  | 4               |                       | 3                     | 0                | 7             | 0               |
| 6               | Німеччина         |                         |                         | 1                       |                       |                       | 1                |                 | 1                     | 3                     | 2                | 3             | 1               |
| 6               | Чехія             |                         |                         |                         |                       |                       |                  |                 | 1                     | 5                     | 1                | 5             | 0               |
| 5               | Зімбабве          |                         |                         |                         |                       |                       |                  | 4               |                       | 1                     | 0                | 5             | 0               |
| 4               | Данія             |                         |                         |                         |                       |                       | 2                |                 | 1                     | 1                     | 3                | 1             | 0               |
| 4               | КНР               |                         |                         |                         |                       |                       |                  | 4               |                       |                       | 0                | 4             | 0               |
| 3               | Бельгія           | 1                       |                         |                         |                       |                       |                  |                 | 2                     |                       | 3                | 0             | 0               |
| 2               | Індія             |                         |                         | 1                       |                       |                       |                  |                 |                       | 1                     | 0                | 1             | 1               |
| 2               | Сербія            |                         |                         |                         |                       |                       | 1                |                 | 1                     |                       | 2                | 0             | 0               |
| 2               | Румунія           |                         |                         |                         |                       |                       | 1                |                 |                       | 1                     | 1                | 1             | 0               |
| 2               | Японія            |                         |                         |                         |                       |                       |                  | 1               | 1                     |                       | 1                | 1             | 0               |
| 2               | Угорщина          |                         |                         |                         |                       |                       |                  |                 | 2                     |                       | 2                | 0             | 0               |
| 2               | Ізраїль           |                         |                         |                         |                       |                       |                  |                 | 2                     |                       | 2                | 0             | 0               |
| 2               | Таїланд           |                         |                         |                         |                       |                       |                  |                 | 1                     | 1                     | 1                | 1             | 0               |
| 2               | Аргентина         |                         |                         |                         |                       |                       |                  |                 |                       | 2                     | 0                | 2             | 0               |
| 1               | Узбекистан        |                         |                         |                         |                       |                       |                  | 1               |                       |                       | 0                | 1             | 0               |
| 1               | Австралія         |                         |                         |                         |                       |                       |                  |                 | 1                     |                       | 1                | 0             | 0               |
| 1               | Австрія           |                         |                         |                         |                       |                       |                  |                 | 1                     |                       | 1                | 0             | 0               |
| 1               | Словаччина        |                         |                         |                         |                       |                       |                  |                 | 1                     |                       | 1                | 0             | 0               |
| 1               | Швейцарія         |                         |                         |                         |                       |                       |                  |                 | 1                     |                       | 1                | 0             | 0               |
| 1               | Казахстан         |                         |                         |                         |                       |                       |                  |                 |                       | 1                     | 0                | 1             | 0               |
| 1               | Польща            |                         |                         |                         |                       |                       |                  |                 |                       | 1                     | 0                | 1             | 0               |
| 1               | Словенія          |                         |                         |                         |                       |                       |                  |                 |                       | 1                     | 0                | 1             | 0               |
| 1               | Україна           |                         |                         |                         |                       |                       |                  |                 |                       | 1                     | 0                | 1             | 0               |

### Інформація про титули
Нижче наведено тенісисток, які виграли свій перший титул в одиночному розряді:
- Вікторія Азаренко - Брисбен
- Петра Квітова - Гобарт
- Марія Хосе Мартінес Санчес - Богота
- Сабіне Лісіцкі - Чарлстон
- Яніна Вікмаєр - Ешторіл
- Александра Дулгеру - Варшава
- Араван Резаї - Страсбург
- Магдалена Рибарикова - Бірмінгем
- Андреа Петкович - Бад-Гастейн
- Віра Душевіна - Стамбул
- Мелінда Цінк - Квебек
- Саманта Стосур - Осака
- Тімеа Бачинскі - Люксембург

Свій титул успішно захистили такі гравчині:
- Тамарін Танасугарн - 'с-Гертогенбос
- Каролін Возняцкі - Нью-Гейвен

## Рейтинги

### Одиночний розряд
Нижче наведено перші 20 тенісисток в гонці до Чемпіонату Туру WTA. Для перших 10-ти турніри Premier Mandatory враховуються навіть якщо гравчиня не взяла в них участь, якщо немає виправдання у вигляді травми. Золотим тлом позначено тенісисток, які здобули право на участь у Чемпіонаті Туру WTA 2009.
| Гонка в одиночному розряді | Гонка в одиночному розряді | Гонка в одиночному розряді | Гонка в одиночному розряді | Гонка в одиночному розряді |
| Рейтинг                    | Ім'я                       | Країна                     | Очок                       | Турнірів                   |
| -------------------------- | -------------------------- | -------------------------- | -------------------------- | -------------------------- |
| 1                          | Дінара Сафіна              | Росія                      | 7731                       | 18                         |
| 2                          | Серена Вільямс             | США                        | 7576                       | 17                         |
| 3                          | Світлана Кузнецова         | Росія                      | 5772                       | 18                         |
| 4                          | Каролін Возняцкі           | Данія                      | 5475                       | 24                         |
| 5                          | Олена Дементьєва           | Росія                      | 5415                       | 19                         |
| 6                          | Вікторія Азаренко          | Білорусь                   | 4451                       | 16                         |
| 7                          | Вінус Вільямс              | США                        | 4397                       | 16                         |
| 8                          | Єлена Янкович              | Сербія                     | 3555                       | 18                         |
| 9                          | Віра Звонарьова            | Росія                      | 3550                       | 19                         |
| 10                         | Агнешка Радванська         | Польща                     | 3340                       | 22                         |
| 11                         | Флавія Пеннетта            | Італія                     | 3150                       | 24                         |
| 12                         | Маріон Бартолі             | Франція                    | 3105                       | 23                         |
| 13                         | Саманта Стосур             | Австралія                  | 2945                       | 20                         |
| 14                         | Марія Шарапова             | Росія                      | 2820                       | 16                         |
| 15                         | Лі На                      | КНР                        | 2541                       | 18                         |
| 16                         | Франческа Ск'явоне         | Італія                     | 2375                       | 27                         |
| 17                         | Кім Клейстерс              | Бельгія                    | 2340                       | 4                          |
| 18                         | Віржіні Раззано            | Франція                    | 2300                       | 21                         |
| 19                         | Яніна Вікмаєр              | Бельгія                    | 2290                       | 19                         |
| 20                         | Надія Петрова              | Росія                      | 2220                       | 22                         |

| Рейтинг WTA на кінець року в одиночному розряді | Рейтинг WTA на кінець року в одиночному розряді | Рейтинг WTA на кінець року в одиночному розряді | Рейтинг WTA на кінець року в одиночному розряді | Рейтинг WTA на кінець року в одиночному розряді |
| Рейтинг                                         | Ім'я                                            | Країна                                          | Очок                                            | Зміна                                           |
| ----------------------------------------------- | ----------------------------------------------- | ----------------------------------------------- | ----------------------------------------------- | ----------------------------------------------- |
| 1                                               | Серена Вільямс                                  | США                                             | 9,075                                           | ▲1                                              |
| 2                                               | Дінара Сафіна                                   | Росія                                           | 7,800                                           | ▲1                                              |
| 3                                               | Світлана Кузнецова                              | Росія                                           | 6,141                                           | ▲5                                              |
| 4                                               | Каролін Возняцкі                                | Данія                                           | 5,875                                           | ▲8                                              |
| 5                                               | Олена Дементьєва                                | Росія                                           | 5,585                                           | ▼1                                              |
| 6                                               | Вінус Вільямс                                   | США                                             | 5,126                                           | ▬                                               |
| 7                                               | Вікторія Азаренко                               | Білорусь                                        | 4,820                                           | ▲8                                              |
| 8                                               | Єлена Янкович                                   | Сербія                                          | 3,965                                           | ▼7                                              |
| 9                                               | Віра Звонарьова                                 | Росія                                           | 3,560                                           | ▼2                                              |
| 10                                              | Агнешка Радванська                              | Польща                                          | 3,450                                           | ▬                                               |
| 11                                              | Маріон Бартолі                                  | Франція                                         | 3,415                                           | ▲6                                              |
| 12                                              | Флавія Пеннетта                                 | Італія                                          | 3,150                                           | ▲1                                              |
| 13                                              | Саманта Стосур                                  | Австралія                                       | 3,045                                           | ▲39                                             |
| 14                                              | Марія Шарапова                                  | Росія                                           | 2,820                                           | ▼5                                              |
| 15                                              | Лі На                                           | КНР                                             | 2,541                                           | ▲8                                              |
| 16                                              | Яніна Вікмаєр                                   | Бельгія                                         | 2,385                                           | ▲53                                             |
| 17                                              | Франческа Ск'явоне                              | Італія                                          | 2,375                                           | ▲13                                             |
| 18                                              | Кім Клейстерс                                   | Бельгія                                         | 2,340                                           | ▲NR                                             |
| 19                                              | Віржіні Раззано                                 | Франція                                         | 2,300                                           | ▲40                                             |
| 20                                              | Надія Петрова                                   | Росія                                           | 2,220                                           | ▼9                                              |

#### 1-ша ракетка світу
| Утримувач            | Коли здобула     | Коли позбулася   |
| -------------------- | ---------------- | ---------------- |
| Єлена Янкович (SRB)  | Кінець 2008 року | 2 лютого 2009    |
| Серена Вільямс (USA) | 2 лютого 2009    | 20 квітня 2009   |
| Дінара Сафіна (RUS)  | 20 квітня 2009   | 12 жовтня 2009   |
| Серена Вільямс (USA) | 12 жовтня 2009   | 26 жовтня 2009   |
| Дінара Сафіна (RUS)  | 26 жовтня 2009   | 2 листопада 2009 |
| Серена Вільямс (USA) | 2 листопада 2009 | Кінець 2009 року |

### Парний розряд
| Гонка до Чемпіонату Туру WTA | Гонка до Чемпіонату Туру WTA                      | Гонка до Чемпіонату Туру WTA | Гонка до Чемпіонату Туру WTA | Гонка до Чемпіонату Туру WTA |
| Рейтинг                      | Ім'я                                              | Очки                         | Турнірів                     |                              |
| ---------------------------- | ------------------------------------------------- | ---------------------------- | ---------------------------- | ---------------------------- |
| 1                            | Кара Блек Лізель Губер                            | 9100                         | 20                           |                              |
| 2                            | Вінус Вільямс Серена Вільямс                      | 6750                         | 5                            |                              |
| 3                            | Нурія Льягостера Вівес Марія Хосе Мартінес Санчес | 6397                         | 20                           |                              |
| 4                            | Ренне Стаббс Саманта Стосур                       | 5048                         | 15                           |                              |
| 5                            | Пен Шуай Сє Шувей                                 | 4286                         | 11                           |                              |
| 6                            | Даніела Гантухова Ай Суґіяма                      | 4192                         | 15                           |                              |
| 7                            | Анабель Медіна Гаррігес Вірхінія Руано Паскуаль   | 4128                         | 13                           |                              |
| 8                            | Квета Пешке Ліза Реймонд                          | 3206                         | 12                           |                              |
| 9                            | Бетані Маттек-Сендс Надія Петрова                 | 3031                         | 12                           |                              |
| 10                           | Янь Цзи Чжен Цзє                                  | 2482                         | 11                           |                              |

| Рейтинг WTA на кінець року в парному розряді | Рейтинг WTA на кінець року в парному розряді | Рейтинг WTA на кінець року в парному розряді | Рейтинг WTA на кінець року в парному розряді | Рейтинг WTA на кінець року в парному розряді |
| Рейтинг                                      | Ім'я                                         | Країна                                       | Очок                                         | Зміна                                        |
| -------------------------------------------- | -------------------------------------------- | -------------------------------------------- | -------------------------------------------- | -------------------------------------------- |
| 1                                            | Кара Блек                                    | Зімбабве                                     | 8,520                                        | ▬                                            |
| =                                            | Лізель Губер                                 | США                                          | 8,520                                        | ▬                                            |
| 3                                            | Серена Вільямс                               | США                                          | 7,440                                        | ▲25                                          |
| =                                            | Вінус Вільямс                                | США                                          | 7,440                                        | ▲20                                          |
| 5                                            | Нурія Льягостера Вівес                       | Іспанія                                      | 6,180                                        | ▲25                                          |
| 6                                            | Марія Хосе Мартінес Санчес                   | Іспанія                                      | 6,180                                        | ▲24                                          |
| 7                                            | Саманта Стосур                               | Австралія                                    | 5,610                                        | ▲7                                           |
| =                                            | Ренне Стаббс                                 | Австралія                                    | 5,610                                        | ▲2                                           |
| 9                                            | Сє Шувей                                     | Китайський Тайбей                            | 4,730                                        | ▲42                                          |
| 10                                           | Вірхінія Руано Паскуаль                      | Іспанія                                      | 4,670                                        | ▼5                                           |
| 11                                           | Анабель Медіна Гаррігес                      | Іспанія                                      | 4,600                                        | ▼8                                           |
| 12                                           | Пен Шуай                                     | КНР                                          | 4,550                                        | ▲15                                          |
| 13                                           | Даніела Гантухова                            | Словаччина                                   | 4,180                                        | ▲41                                          |
| 14                                           | Аліса Клейбанова                             | Росія                                        | 4,150                                        | ▲69                                          |
| 15                                           | Вікторія Азаренко                            | Білорусь                                     | 3,801                                        | ▼3                                           |
| 16                                           | Надія Петрова                                | Росія                                        | 3,735                                        | ▲4                                           |
| 17                                           | Бетані Маттек-Сендс                          | США                                          | 3,620                                        | ▲9                                           |
| 18                                           | Ліза Реймонд                                 | США                                          | 3,560                                        | ▼10                                          |
| 19                                           | Франческа Ск'явоне                           | Італія                                       | 3,540                                        | ▲13                                          |
| 20                                           | Катерина Макарова                            | Росія                                        | 3,510                                        | ▲42                                          |

#### 1-й номер рейтингу
| Утримувач                          | Коли утримували                      |
| ---------------------------------- | ------------------------------------ |
| Кара Блек (ZIM) Лізель Губер (USA) | Утримували впродовж усього 2009 року |

## Лідерки за призовими
Станом на 16 листопада 2009
| #   | Країна   | Гравчиня           | Одиночний розряд | Парний розряд | Bonus Pool 1 | Year-to-date |
| --- | -------- | ------------------ | ---------------- | ------------- | ------------ | ------------ |
| 1.  | США      | Серена Вільямс     | $5,584,437       | $636,149      | $325,000     | $6,545,586   |
| 2.  | Росія    | Дінара Сафіна      | $3,601,325       | $8,893        | $700,000     | $4,310,218   |
| 3.  | Росія    | Світлана Кузнецова | $3,280,865       | $152,976      | $225,000     | $3,658,841   |
| 4.  | США      | Вінус Вільямс      | $2,240,745       | $636,149      | $250,000     | $3,126,894   |
| 5.  | Сербія   | Єлена Янкович      | $1,491,514       | $0            | $1,000,000   | $2,491,514   |
| 6.  | Данія    | Каролін Возняцкі   | $2,324,692       | $46,858       | $0           | $2,371,550   |
| 7.  | Росія    | Олена Дементьєва   | $1,880,156       | $825          | $462,500     | $2,343,481   |
| 8.  | Білорусь | Вікторія Азаренко  | $1,827,770       | $287,766      | $0           | $2,115,536   |
| 9.  | Росія    | Віра Звонарьова    | $1,447,361       | $144,784      | $50,000      | $1,642,145   |
| 10. | Бельгія  | Кім Клейстерс      | $1,630,150       | $2,410        | $0           | $1,632,560   |

1 Only for 2008 year-end top 10, Certain players receive fines for skipping events

## Лідерки за статистикою
Станом на 16 листопада 2009. Source
| ACES | ACES                 | ACES | ACES    |
|      | Гравчиня             | Aces | Matches |
| ---- | -------------------- | ---- | ------- |
| 1    | Серена Вільямс       | 381  | 62      |
| 2    | Надія Петрова        | 306  | 51      |
| 3    | Вінус Вільямс        | 277  | 54      |
| 4    | Саманта Стосур       | 277  | 58      |
| 5    | Сабіне Лісіцкі       | 243  | 46      |
| 6    | Аліса Клейбанова     | 215  | 53      |
| 7    | Луціє Шафарова       | 202  | 55      |
| 8    | Світлана Кузнецова   | 200  | 56      |
| 9    | Флавія Пеннетта      | 199  | 75      |
| 10   | Магдалена Рибарикова | 189  | 52      |

| SERVICE GAMES WON | SERVICE GAMES WON  | SERVICE GAMES WON | SERVICE GAMES WON |
|                   | Гравчиня           | %                 | Matches           |
| ----------------- | ------------------ | ----------------- | ----------------- |
| 1                 | Серена Вільямс     | 77.6              | 62                |
| 2                 | Вінус Вільямс      | 77.6              | 54                |
| 3                 | Саманта Стосур     | 75.7              | 58                |
| 4                 | Луціє Шафарова     | 75.7              | 55                |
| 5                 | Світлана Кузнецова | 74.4              | 56                |
| 6                 | Віра Звонарьова    | 74.3              | 47                |
| 7                 | Надія Петрова      | 72.4              | 51                |
| 8                 | Сабіне Лісіцкі     | 72.2              | 46                |
| 9                 | Каролін Возняцкі   | 71.7              | 91                |
| 10                | Крістіна Барруа    | 71.5              | 24                |

| Відіграно брейк-пойнтів | Відіграно брейк-пойнтів | Відіграно брейк-пойнтів | Відіграно брейк-пойнтів |
|                         | Гравчиня                | %                       | Matches                 |
| ----------------------- | ----------------------- | ----------------------- | ----------------------- |
| 1                       | Саманта Стосур          | 63.2                    | 58                      |
| 2                       | Вінус Вільямс           | 62.0                    | 54                      |
| 3                       | Віра Звонарьова         | 60.8                    | 47                      |
| 4                       | Крістіна Барруа         | 60.5                    | 24                      |
| 5                       | Ана Іванович            | 59.8                    | 35                      |
| 6                       | Івета Бенешова          | 58.7                    | 54                      |
| 7                       | Амелі Моресмо           | 59.5                    | 37                      |
| 8                       | Патті Шнідер            | 59.4                    | 43                      |
| 9                       | Віржіні Раззано         | 59.3                    | 50                      |
| 10                      | Олена Дементьєва        | 59.1                    | 72                      |

| Відсоток перших подач | Відсоток перших подач      | Відсоток перших подач | Відсоток перших подач |
|                       | Гравчиня                   | %                     | Matches               |
| --------------------- | -------------------------- | --------------------- | --------------------- |
| 1                     | Моніка Нікулеску           | 72.3                  | 32                    |
| 2                     | Альона Бондаренко          | 72.1                  | 55                    |
| 3                     | Вікторія Азаренко          | 72.0                  | 60                    |
| 4                     | Патріція Майр              | 71.6                  | 28                    |
| 5                     | Чжен Цзє                   | 70.6                  | 48                    |
| 6                     | Сара Еррані                | 70.2                  | 52                    |
| 7                     | Барбора Заглавова-Стрицова | 69.7                  | 32                    |
| 8                     | Сібіль Баммер              | 69.5                  | 43                    |
| 9                     | Каролін Возняцкі           | 68.8                  | 91                    |
| 10                    | Карла Суарес Наварро       | 67.8                  | 54                    |

| Виграно очок на своїй першій подачі | Виграно очок на своїй першій подачі | Виграно очок на своїй першій подачі | Виграно очок на своїй першій подачі |
|                                     | Гравчиня                            | %                                   | Matches                             |
| ----------------------------------- | ----------------------------------- | ----------------------------------- | ----------------------------------- |
| 1                                   | Серена Вільямс                      | 73.5                                | 62                                  |
| 2                                   | Вінус Вільямс                       | 72.1                                | 54                                  |
| 3                                   | Сабіне Лісіцкі                      | 71.1                                | 46                                  |
| 4                                   | Надія Петрова                       | 70.8                                | 51                                  |
| 5                                   | Луціє Шафарова                      | 69.6                                | 55                                  |
| 6                                   | Луціє Градецька                     | 69.6                                | 25                                  |
| 7                                   | Саманта Стосур                      | 68.4                                | 58                                  |
| 8                                   | Крістіна Барруа                     | 67.7                                | 24                                  |
| 9                                   | Віра Звонарьова                     | 67.6                                | 47                                  |
| 10                                  | Флавія Пеннетта                     | 67.1                                | 75                                  |

| Виграно очок на другій своїй подачі | Виграно очок на другій своїй подачі | Виграно очок на другій своїй подачі | Виграно очок на другій своїй подачі |
|                                     | Гравчиня                            | %                                   | Matches                             |
| ----------------------------------- | ----------------------------------- | ----------------------------------- | ----------------------------------- |
| 1                                   | Світлана Кузнецова                  | 50.6                                | 56                                  |
| 2                                   | Патті Шнідер                        | 50.5                                | 43                                  |
| 3                                   | Саманта Стосур                      | 49.5                                | 58                                  |
| 4                                   | Каролін Возняцкі                    | 49.4                                | 91                                  |
| 5                                   | Луціє Шафарова                      | 49.3                                | 55                                  |
| 6                                   | Патріція Майр                       | 49.2                                | 28                                  |
| 7                                   | Лі На                               | 49.1                                | 51                                  |
| 8                                   | Віржіні Раззано                     | 49                                  | 50                                  |
| 9                                   | Ярослава Шведова                    | 48.6                                | 35                                  |
| 10                                  | Вінус Вільямс                       | 48.6                                | 54                                  |

| Виграно очок на чужій першій подачі | Виграно очок на чужій першій подачі | Виграно очок на чужій першій подачі | Виграно очок на чужій першій подачі |
|                                     | Гравчиня                            | %                                   | Matches                             |
| ----------------------------------- | ----------------------------------- | ----------------------------------- | ----------------------------------- |
| 1                                   | Дінара Сафіна                       | 43.1                                | 71                                  |
| 2                                   | Олена Дементьєва                    | 42.5                                | 72                                  |
| 3                                   | Вікторія Азаренко                   | 42.5                                | 60                                  |
| 4                                   | Каролін Возняцкі                    | 42.2                                | 91                                  |
| 5                                   | Анабель Медіна Гаррігес             | 41.5                                | 59                                  |
| 6                                   | Марія Шарапова                      | 41.4                                | 40                                  |
| 7                                   | Ольга Говорцова                     | 41.4                                | 50                                  |
| 8                                   | Карла Суарес Наварро                | 41.1                                | 74                                  |
| 9                                   | Сара Еррані                         | 40.7                                | 52                                  |
| 10                                  | Алізе Корне                         | 40.7                                | 44                                  |

| Реалізовано брейк-пойнтів | Реалізовано брейк-пойнтів | Реалізовано брейк-пойнтів | Реалізовано брейк-пойнтів |
|                           | Гравчиня                  | %                         | Matches                   |
| ------------------------- | ------------------------- | ------------------------- | ------------------------- |
| 1                         | Вікторія Азаренко         | 53.3                      | 60                        |
| 2                         | Клара Закопалова          | 52.9                      | 25                        |
| 3                         | Анна Чакветадзе           | 52.4                      | 31                        |
| 4                         | Агнешка Радванська        | 52.3                      | 67                        |
| 5                         | Карла Суарес Наварро      | 52.1                      | 54                        |
| 6                         | Дінара Сафіна             | 51.8                      | 71                        |
| 7                         | Домініка Цібулкова        | 51.7                      | 36                        |
| 8                         | Катерина Бондаренко       | 51.3                      | 43                        |
| 9                         | Олена Дементьєва          | 51.0                      | 72                        |
| 10                        | Флавія Пеннетта           | 50.4                      | 75                        |

| Виграно геймів на чужій подачі | Виграно геймів на чужій подачі | Виграно геймів на чужій подачі | Виграно геймів на чужій подачі |
|                                | Гравчиня                       | %                              | Matches                        |
| ------------------------------ | ------------------------------ | ------------------------------ | ------------------------------ |
| 1                              | Вікторія Азаренко              | 49.5                           | 60                             |
| 2                              | Марія Шарапова                 | 48.6                           | 40                             |
| 3                              | Олена Дементьєва               | 47.0                           | 72                             |
| 4                              | Дінара Сафіна                  | 46.5                           | 71                             |
| 5                              | Маріон Бартолі                 | 45.8                           | 68                             |
| 6                              | Каролін Возняцкі               | 44.9                           | 91                             |
| 7                              | Агнешка Радванська             | 43.8                           | 67                             |
| 8                              | Флавія Пеннетта                | 43.2                           | 75                             |
| 9                              | Шахар Пеєр                     | 42.9                           | 57                             |
| 10                             | Сара Еррані                    | 42.8                           | 52                             |

## Розподіл очок
| Категорія                      | П    | F    | ПФ                                           | ЧФ                                           | R16                                          | R32                                          | R64                                          | R128 | Q  | Q3 | Q2 | Q1 |
| Великий шолом (S)              | 2000 | 1400 | 900                                          | 500                                          | 280                                          | 160                                          | 100                                          | 5    | 60 | 50 | 40 | 2  |
| Великий шолом (D)              | 2000 | 1400 | 900                                          | 500                                          | 280                                          | 160                                          | 5                                            | –    | 48 | –  | –  | –  |
| WTA Championships (S)          | +450 | +360 | (230 за кожну перемогу, 70 за кожну поразку) | (230 за кожну перемогу, 70 за кожну поразку) | (230 за кожну перемогу, 70 за кожну поразку) | (230 за кожну перемогу, 70 за кожну поразку) | (230 за кожну перемогу, 70 за кожну поразку) | –    | –  | –  | –  | –  |
| WTA Championships (D)          | 1500 | 1050 | 690                                          | –                                            | –                                            | –                                            | –                                            | –    | –  | –  | –  | –  |
| WTA Premier Mandatory (96S)    | 1000 | 700  | 450                                          | 250                                          | 140                                          | 80                                           | 50                                           | 5    | 30 | –  | 20 | 1  |
| WTA Premier Mandatory (64S)    | 1000 | 700  | 450                                          | 250                                          | 140                                          | 80                                           | 5                                            | –    | 30 | –  | 20 | 1  |
| WTA Premier Mandatory (28/32D) | 1000 | 700  | 450                                          | 250                                          | 140                                          | 5                                            | –                                            | –    | –  | –  | –  | –  |
| WTA Premier 5 (56S)            | 800  | 550  | 350                                          | 200                                          | 110                                          | 60                                           | 1                                            | –    | 30 | –  | 20 | 1  |
| WTA Premier 5 (28D)            | 800  | 550  | 350                                          | 200                                          | 110                                          | 1                                            | –                                            | –    | –  | –  | –  | –  |
| WTA Premier (56S)              | 470  | 320  | 200                                          | 120                                          | 60                                           | 40                                           | 1                                            | –    | 12 | –  | 8  | 1  |
| WTA Premier (32S)              | 470  | 320  | 200                                          | 120                                          | 60                                           | 1                                            | –                                            | –    | 20 | 12 | 8  | 1  |
| WTA Premier (16D)              | 470  | 320  | 200                                          | 120                                          | 1                                            | –                                            | –                                            | –    | –  | –  | –  | –  |
| Турнір of Champions            | +280 | +170 | (125 за кожну перемогу, 35 за кожну поразку) | (125 за кожну перемогу, 35 за кожну поразку) | (125 за кожну перемогу, 35 за кожну поразку) | (125 за кожну перемогу, 35 за кожну поразку) | (125 за кожну перемогу, 35 за кожну поразку) | –    | –  | –  | –  | –  |
| WTA International (56S)        | 280  | 200  | 130                                          | 70                                           | 30                                           | 15                                           | 1                                            | –    | 10 | –  | 6  | 1  |
| WTA International (32S)        | 280  | 200  | 130                                          | 70                                           | 30                                           | 1                                            | –                                            | –    | 16 | 10 | 6  | 1  |
| WTA International (16D)        | 280  | 200  | 130                                          | 70                                           | 1                                            | –                                            | –                                            | –    | –  | –  | –  | –  |

## Завершили кар'єру
Нижче наведено тенісисток, які завершили кар'єру в Sony Ericsson WTA Tour під час сезону 2009:
- Наталі Деші колишня 11-та ракетка світу і переможниця Відкритого чемпіонату США 2006-2007 в парному розряді в липні 2009 року оголосила про завершення кар'єри.[2]
- Ева Фіслова колишня 98-та ракетка світу 2009 року оголосила про завершення кар'єри.
- Джамея Джексон колишня 45-та ракетка світу в серпні 2009 року оголосила про завершення кар'єри.[3]
- Емілі Луа колишня 27-та ракетка світу 2009 року оголосила про завершення кар'єри.[4]
- Амелі Моресмо колишня 1-ша ракетка світу переможниця Відкритого чемпіонату Австралії  та Вімблдону 2006 в грудні 2009 року оголосила про завершення кар'єри.[5]
- Морігамі Акіко колишня 41-ша ракетка світу 2009 року оголосила про завершення кар'єри.[6]
- Ципора Обзилер колишня 75-та ракетка світу 2009 року оголосила про завершення кар'єри.[7]
- Марія Емілія Салерні колишня 65-та ракетка світу 2009 року оголосила про завершення кар'єри.
- Мілагрос Секера колишня 48-ма ракетка світу 2009 року оголосила про завершення кар'єри.
- Бріанн Стюарт колишня 16-та ракетка світу в парному розряді 2009 року оголосила про завершення кар'єри.
- Ай Суґіяма колишня 1-ша ракетка світу в парному розряді і переможниця трьох турнірів Великого шолома в парному розряді в жовтні 2009 року оголосила про завершення кар'єри.[8]

## Нагороди
Переможниць нагород WTA 2009 оголошено 24 березня 2010, під час спеціальної церемонії на Sony Ericsson Open.
- Гравчиня року – Серена Вільямс
- Пара року – Серена Вільямс & Вінус Вільямс
- Найбільший прогрес – Яніна Вікмаєр
- Повернення року – Кім Клейстерс
- Новачка року – Мелані Уден
- Нагорода за спортивну поведінку Карен Крантцке – Кім Клейстерс
- Player Service Award – Лізель Губер
- Гравчиня року глядацьких симпатій в одиночному розряді – Олена Дементьєва
- Пара року глядацьких симпатій – Серена Вільямс і Вінус Вільямс
- Улюблений турнір Premier – BNP Paribas Open (Індіан-Веллс)
- Улюблений турнір International – Abierto Mexicano Telcel (Акапулько)